# Šen Ťün-žu
Šen Ťün-žu (čínsky pchin-jinem Shěn Jūnrú, znaky zjednodušené 沈钧儒; 2. ledna 1875 — 11. června 1963) byl čínský právník a politik. Ve 20. a 30. letech se aktivně účastnil politického života v Číně, věnoval se především otázkám vzdělávání a práva. Od počátku 40. let působil v Čínské demokratické lize (CDL), po roce 1949 jedné z menších politických stran v Čínské lidové republice (ČLR); byl prvním předsedou Nejvyššího lidového soudu ČLR (1949–1954), zastával vysoké pozice v zákonodárných a poradních shromážděních ČLR jako místopředseda Čínského lidového politického poradního shromáždění (od 1949) i místopředseda Všečínského shromáždění lidových zástupců (od 1954). Od roku 1955 předsedal Čínské demokratické lize.

## Život
Šen Ťün-žu se narodil v Su-čou v provincii Ťiang-su, předkové jeho rodiny pocházeli z Ťia-singu. Dostalo se mu klasického vzdělání a roku 1904 v úřednických zkouškách získal nejvyšší titul ťin-š’. V letech 1905–1907 studoval právo na univerzitě Hósei v japonském Tokiu. Po návratu do Číny vyučoval na škole v Če-ťiangu. Po sinchajské revoluci pracoval v provinční administrativě, zabýval se organizací policie a vzděláváním. Roku 1912 se připojil k Čínské alianci. Později se stal tajemníkem v senátu v Pekingu a když roku 1926 severní armády dobyly Če-ťiangu, převzal funkci tajemníka čeťiangské prozatímní vlády. Roku 1927 byl kuomintangskými úřady krátce zatčen, roku 1928 se stal rektorem Šanghajské právnické univerzity.
V roce 1933 se připojil k Lize za občanská práva v Číně; v prosinci 1935 zorganizoval Šanghajské sdružení pro kulturní spásu; v roce 1936 se podílel na založení Federace národní spásy; v listopadu téhož roku byl zatčen kuomintangskou vládou jako jeden z tazvaných sedmi gentlemanů. Po vypuknutí války s Japonskem roku 1937 byl propuštěn z vězení a zorganizoval Všeobecné sdružení pro záchranu proti nepřátelům, které vedl; také založil noviny „Všelidový týdeník“ a „Všelidový boj odporu“. V roce 1939 vzniklo Sdružení pro sjednocení a výstavbu státu a později spolu s Chuang Jen-pchejem a dalšími inicioval vznik Čínské demokratické politické ligy. V roce 1944 došlo k reorganizaci Demokratické politické ligy na Čínskou demokratickou ligu na jejímž vedení se Šen Ťün-žu podílel. Roku 1945 se stal předsedou Čínského lidového sdružení spásy a v roce 1946 se jménem Demokratické ligy zúčastnil politické poradní konference. V následujícím roce, kdy byla liga kuomintangskou vládou zakázána, Šen Ťün-ru z Hongkongu vyhlásil, že bude spolupracovat s Komunistickou stranou Číny.
Účastnil se vytváření politického systému Čínské lidové republiky (ČLR), se vznikem Čínského lidového politického poradního shromáždění roku 1949 byl zvolen místopředsedou jeho celostátního výboru (znovuzvolen 1954 a 1959), roku 1949 byl také jmenován předsedou Nejvyššího lidového soudu ČLR (do 1954). Po svolání prvního Všečínského shromáždění lidových zástupců roku 1954 byl zvolen místopředsedou jeho stálého výboru (znovuzvolen 1959). I po roce 1949 byl jedním z vůdců Čínské demokratické ligy, roku 1955, po smrti jejího předsedy Čang Lana byl zvolen novým předsedou strany.
Zemřel 11. června 1963 v Pekingu.